# 谢尔盖·克鲁格洛夫
谢尔盖·尼基福罗维奇·克鲁格洛夫，（俄语：Сергей Никифорович Круглов，1907年10月15日—1977年7月6日），苏联政治人物，陆军上将军衔。曾任苏联内务人民委员部委员、内务部长。他在斯大林去世前几年与拉夫连季·贝利亚一直争夺着内务部的领导权，尼基塔·赫鲁晓夫执政时期被开除党籍。

## 生平
- 1907年10月15日出生于特维尔省祖布佐夫区乌斯季耶村的一个农民家庭。1924年毕业于当地小学。
- 1924年-1925年，特维尔省尼基福罗夫卡村委会秘书兼主席。
- 1925年-1926年，尼基福罗夫卡村阅览室主任。
- 1926年-1928年，特维尔省波戈列尔斯基区的瓦赫诺沃国营农场锁匠。1928年加入联共（布）。
- 1928年-1929年11月，特维尔省Suzirya供销社董事会成员、主席。
- 1929年11月-1930年11月，苏联红军服役。
- 1930年12月-1931年11月，科斯塔奈州第2教学试验农场高级讲师、机械师。
- 1931年11月-1934年3月，莫斯科李卜克内西工业师范学院学习。
- 1934年3月-1935年9月，莫斯科东方研究所日本部学习。
- 1935年9月-1937年3月，红色教授学院学习。
- 1937年12月-1938年11月，联共（布）中央委员会部门负责人。
- 1938年11月-1939年2月，苏联内务人民委员会特别专员。
- 1939年2月-1941年2月，苏联内务人民委员会人事局副局长。
- 1941年2月-7月，苏联第一副内务人民委员。期间，1941年6月-7月，苏联疏散人民委员会成员。
- 1941年7月-1943年4月，苏联内务副人民委员。期间，1941年7月-10月，预备役部队军事委员会委员；1941年10月-1942年，西部方面军军事委员会委员。
- 1943年4月-1945年12月，苏联内务第一副人民委员。期间组织流放苏联少数民族的行动，镇压了乌克兰西部各州的民族主义反抗活动。
- 1945年12月-1953年3月，苏联内务人民委员、内务部长。1945年，随苏联代表团前往旧金山参与联合国的筹建，负责安全工作。
- 1953年3月-6月，苏联内务部第一副部长。
- 1953年6月-1956年1月，苏联内务部长。
- 1956年2月-1957年8月，苏联电厂建设部副部长。
- 1957年8月-1958年7月，基洛夫州国民经济委员会副主席。
- 1958年7月起退休。1959年被取消上将退休待遇。1960年6月6日因参与组织大清洗被苏共中央开除党籍。
- 1977年7月6日于莫斯科州普希金诺区真理报火车站附近遭遇交通事故身亡，时年69岁。葬于新圣女公墓。

克鲁格洛夫是联共（布）第18次代表会议，苏共19大代表；第18-19届中央委员；第2届苏联最高苏维埃民族院代表，第4届苏联最高苏维埃联盟院代表。

## 军衔
- 国家安全上校（1938年12月28日晋升）
- 三级国家安全委员（1939年9月4日晋升）
- 二级国家安全委员（1943年2月4日晋升）
- 上将（1945年7月9日晋升）

## 荣誉
苏联：
- 五次列宁勋章（1943,1945,1949,1951,1952）
- 红旗勋章（1940）
- 一级苏沃洛夫勋章（1944,1962年剥夺）
- 二级库图佐夫勋章（1944）
- 一级库图佐夫勋章（1945）
- 两次红星勋章（1942,1954）
- 战功奖章（1949）
- 保卫莫斯科奖章（1944）
- 保卫高加索奖章（1944）
- 1941-1945年伟大卫国战争战胜德国奖章
- 战胜日本奖章
- 1941-1945年伟大卫国战争胜利二十周年奖章
- 1941-1945年伟大卫国战争胜利三十周年奖章
- 苏维埃陆军海军三十周年奖章
- 苏联武装力量四十周年奖章
- 苏联武装力量五十周年奖章
- 莫斯科建城八百周年奖章（1947）
- 内务人民委员部荣誉工作人员奖章（1942）

美国：
- 三军功绩勋章（1945）

英国：
- 爵级司令勋章（1945）